# Boda lacianiega

La Boda Lacianiega (o Tsacianiega) es una costumbre antigua de la comarca de Laciana situada en la provincia de León.
Tanto los novios, como los padrinos y la comitiva que les acompañaba, iban ataviados con la ropa típica tradicional de antaño, trajes tsacianiegos que pasaban de boda en boda. La novia vestía el manteo, la camisa, el dengue o chaquetilla, un pañuelo en la cabeza y un rebociño de paño cubriendo la cabeza y espalda a modo de velo. Su ropa interior consistía en unos pololos, enagua, medias de lana o de hilo y una saia o refajo que era siempre de color y todo bordado. En los pies solía llevar madreñas.
El novio vestía un traje de paño compuesto por camisa, chaleco, faja, pantalón por debajo de la rodilla, pololos o calzones asomando por debajo del pantalón y medias o escarpines con madreñas.
Al templo llegaba primero el novio y esperaba a la novia que solía llegar montada en una calesa tirada por un caballo y acompañada por el padrino.
Tras la emotiva celebración, los novios agasajaban a los invitados y a los vecinos con el reparto de la tradicional “recha”, otra costumbre antigua de Laciana y sus comarcas limítrofes, recha de pan con mantequilla y azúcar hecha con las vacas de la zona.
A su vez, los novios eran elogiados con bailes regionales acompañados por el pandeiru cuadráu y con canciones de boda:
```
                                   
"...la madrina es una rosa

                                     
el padrino es un clavel

                                      
la novia es un espejo

                                    
que el novio se mira en él..."

                                          
¡VIVA LA BODA!
```

Actualmente se realiza en la comarca alguna boda tradicional lacianiega, o alguna renovación de votos para no perder la tradición. Estas celebraciones suelen incluir palabras en patsuezu.